# 李槃 (嘉靖進士)
李槃（1503年—？年），字新甫，湖廣岳州府澧州官籍，四川成都府內江縣人，明朝政治人物。工部尚書李充嗣之侄。

## 生平
嘉靖四年（1525年）乙酉科湖廣鄉試第二名舉人，嘉靖十七年（1538年）戊戌科會試第一百十九名，第三甲第一百七十六名進士。。授中書舍人，二十二年十二月选授工科给事中。官至云南临安府知府。

## 家族
曾祖李蕃，兵科左給事中，累贈資政大夫、太子少保、工部尚書兼都察院左副都御史；祖李吉安，王府教授，以子李充嗣貴累贈資政大夫、少保、工部尚書兼都察院左副都御史；父李振嗣；前母馬氏；母程氏。永感下。兄檯；棠；軫（府同知）；弁（百戶），弟點；松（光祿寺署丞）。